# Daphnis protrudens
Daphnis protrudens là một loài bướm đêm thuộc họ Sphingidae.

## phân phối
Loài này có ở Indonesia, Papua New Guinea và Queensland.

## Sự miêu tả
Sải cánh khoảng 100 mm. 

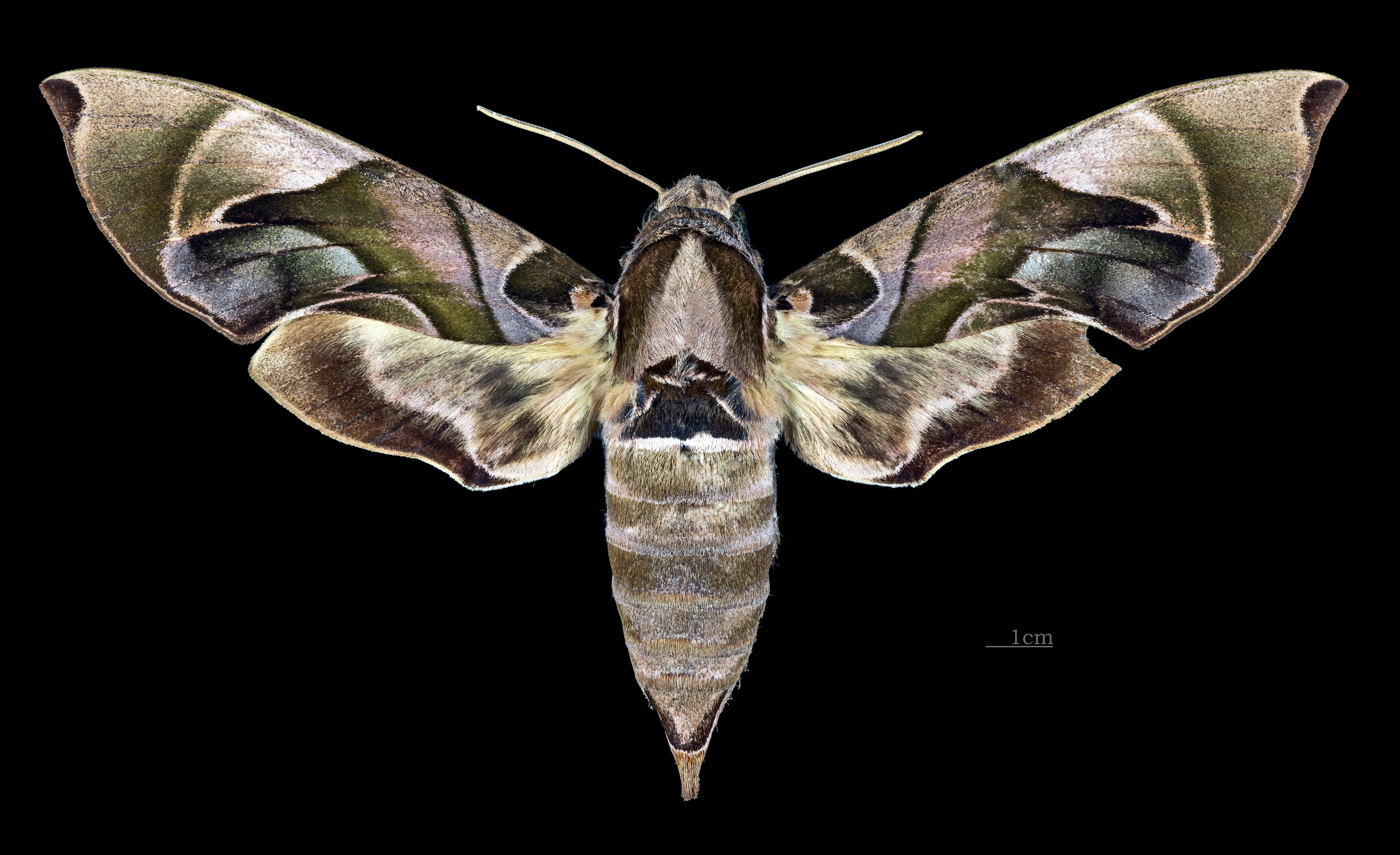
Daphnis protrudens ♂
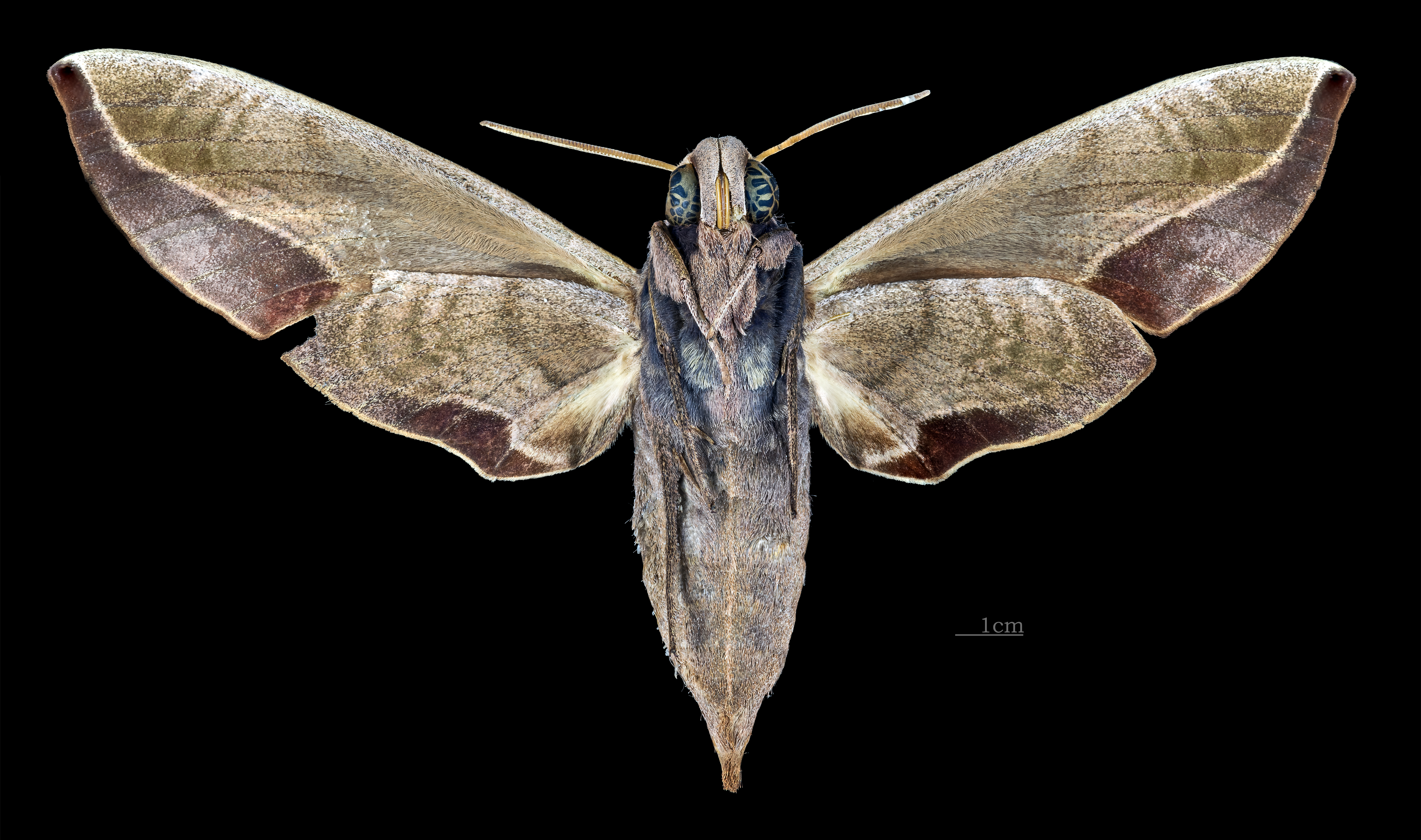
Daphnis protrudens ♂ △

## Sinh học
Ấu trùng được ghi nhận ăn các loài Timonius timon.

## Phân loài
- Daphnis protrudens protrudens
- Daphnis protrudens lecourti Cadiou, 1997 (Sulawesi)